# Región Centroccidental
La Región Centroccidental o Región Centro-Occidental es una región político-administrativa de Venezuela, que está integrada por los estados Falcón, Lara, Portuguesa y Yaracuy. Su sede se encuentra en Barquisimeto, capital del Estado Lara.
Limita por el norte con el Mar Caribe; por el este con los estados Carabobo y Cojedes, pertenecientes ambos a la Región Central; por el sur con el Estado Barinas, en la Región de los Llanos; y por el oeste con el Estado Trujillo, adscrito a la Región Andina, así como el Estado Zulia, que es el único que constituye la llamada Región Zuliana.
Tiene una superficie de 66900 km², lo que representa el 7,3% del total nacional.

## Clima
- Semiárido, tropical, seco con altas temperaturas y escasez de precipitaciones (BSh): se localiza al norte de la Sierra de San Luis en Falcón y la Península de Paraguaná, en las Depresiones de Carora y Barquisimeto.
- Clima Tropical de Bosque lluvioso(Aw):  se encuentran en Yaracuy.
- Clima Tropical lluvioso de Sabana (Aw):  ubicado en los llanos de Portuguesa. (Zamora, 2007) Mirlanyela P.C.G

## Población
Todos los estados de esta región con excepción de Lara, tienen saldo migratorio negativo, producto de las condiciones socioeconómicas.
Lara y Yaracuy son los estados con mayor población urbana de la región, seguido de Falcón. Sin embargo, este estado tiene un cuarto de su población en condiciones rurales. La entidad de Portuguesa, más de un tercio de su población vive en zonas rurales.
La entidad con mayor número de habitantes es Lara, que duplica al estado que lo secunda.
En la región hay 4.155.062 habitantes, distribuidos en 65.900 kilómetros cuadrados, es decir, 7,19% del territorio nacional. Entre sus principales ciudades están Barquisimeto, Punto Fijo, Acarigua,  San Felipe, entre otras.

## Economía
La economía es variada, pero entre los principales recursos están el turismo, algunas actividades petroleras y agropecuarias entre otros, un ejemplo de estos atractivos turísticos y actividades petroleras y otros son el parque nacional Morrocoy (en Falcón), Basílica Menor Nuestra Señora de Coromoto (en Guanare), y las refinerías Cardón y Amuay (también en Falcón). Al igual que la producción agrícola donde derivan rubros como las verduras, hortalizas etc.

## Actividades
Se dedican a la agricultura del auto consumo, sus cultivos son: papas, manzanas y melocotones extraídos de las Esperanza. Sus productos son agrícolas en exportación de vegetales, tomate, cebolla, berenjena y pepino. También se cultiva el café, maquilas y frutas para jugos.

## Demografía
La región tiene una población total de 4.231.060 habitantes los cuales se concentran mayormente en los estados Lara y Falcón. Los asentamientos urbanos más poblados son: